# Брюс, Роберт, 6-й лорд Аннандейл
Роберт VI де Брюс (англ. Robert VI de Brus, 1243 — между 29 марта и 4 апреля 1304) — англо-шотландский аристократ, 4-й граф Каррик (по праву жены, 1271—1292), 6-й лорд Аннандейл в 1295—1296 и 1297—1304 годах, констебль и хранитель замка Карлайл с 1295 года, сын Роберта V де Брюса, 5-го лорда Аннандейла, и Изабеллы де Клер, отец короля Шотландии Роберта I Брюса. В 1271 году он женился на Марджори, графине Каррик, благодаря чему стал правителем её земель. После смерти шотландского короля Александра III Роберт поддержал претензии отца на шотландский трон, приняв участие в междоусобной войне Брюсов и Баллиолов 1286—1297 годов. После того как в результате «Великой тяжбы» выступивший арбитром английский король Эдуард I признал королём Шотландии Иоанна I Баллиола, соперника его отца, Роберт, не желая приносить тому феодальную присягу за графство Каррик, передал его своему сыну, а сам удалился в английские владения семьи.
После смерти отца в 1295 году Роберт унаследовал его владения, включая Аннандейл, однако отказался приносить за них оммаж шотландскому королю, а после того как он отказался ответить на феодальный призыв Иоанна I, лишился шотландских владений, хотя уже в 1297 году они были ему возвращены. Роберт в составе армии Эдуарда I весной 1296 года участвовал во вторжении англичан в Шотландию и битве при Данбаре, но, поскольку Эдуард I отказался сделать его королём Шотландии, вернулся в Англию, где и прожил почти до самой смерти. После того как в феврале 1304 года шотландские магнаты покорились Эдуарду I, Роберт отправился в Аннандейл, но по дороге умер.
Наследником Роберта стал его старший сын Роберт VII, унаследовавший в том числе и отцовские права на трон, в борьбе за которую он одержал верх и короновался в 1306 году под именем Роберта I шотландской короной.

## Происхождение
Роберт происходил из рода Брюсов, который имел нормандские корни. Родоначальником данного рода долгое время считался нормандец Роберт де Брюс, который якобы участвовал в битве при Гастингсе, после чего получил владения в Англии, но в настоящее время эта версия считается сомнительной. Первым достоверно известным предком династии сейчас считается Роберт I де Брюс, происходивший из Брикса (к югу от Шербура). Он был союзником будущего короля Генриха I, который, получив в 1106 году английскую корону, даровал Роберту обширные владения в Йоркшире: сначала 80 поместий, которые в основном были сосредоточены в уэпентейке Кларо, а позже ещё 30 поместий около Скелтона. В дальнейшем владения ещё увеличились за счёт пожалования поместий в Харте и Хартнессе (графство Дарем). Кроме того, Роберт был хорошо знаком с будущим шотландским королём Давидом I, который, получив корону, даровал Роберту Аннандейл в Шотландии.
Роберт I оставил двух сыновей, из которых старший, Адам I, стал родоначальником старшей (Скелтонской) ветви, а младший, Роберт II, унаследовавший Аннандейл и некоторые владения в Йоркшире и Дареме — шотландской. Один из шотландской ветви, Роберт IV Брюс, 4-й лорд Аннандейл, породнился с шотландской королевской семьёй, женившись на Изабелле Хаддингдонской, дочери шотландского принца Давида, графа Хантингдона. В результате родившийся в этом браке сын Роберт V Брюс, 5-й лорд Аннандейл, после прекращения Данкельдской королевской династии оказался одним из претендентов на шотландскую корону в ходе «Великой тяжбы».
Роберт V женился на Изабелле де Клер, которая происходила из знатного англо-нормандского рода Клеров; она была дочерью Гилберта де Клера, 4-го графа Хартфорда и 5-го графа Глостера, и Изабеллы Маршалл. В качестве приданого Брюс унаследовал всего одно поместье. В этом браке родилось несколько сыновей, одним из которых был Роберт VI. После смерти первой жены Роберт V женился вторично, но этот брак так и остался бездетным.

## Ранние годы
Роберт VI родился в 1243 году, вероятно, в поместье своего отца Ритл в Эссексе. В 1264 году ему пришлось выкупать из плена отца, участвовавшего в битве при Льюисе на стороне короля Англии Генриха III против восставших баронов. Вероятно, что после поражения мятежников в битве при Ившеме до 1268 года Роберт помогал отцу преследовать повстанцев, наживаясь на владениях Уолтера де Фоконберга и Джона де Мелсы.
В 1270 году Роберт с опозданием попытался присоединиться к крестовому походу, в который отправлялся английский принц Эдуард (будущий король Эдуард I); судя по тому, что в 1271 году Брюс был в Англии, участие в нём он так и не принял.
В 1271 году Роберт был холост, но в этот период он женился на Марджори, графине Каррик, только что овдовевшей после смерти первого мужа, Адама из Килконкуара. Иоанн Фордунский приводит рассказ о том, как был заключён брак. По рассказу хрониста, Роберт Брюс во время охоты встретился с Марджори, которая отвезла его в свой замок Тернберри, где 15 дней принуждала его жениться на ней. Брак вызвал ярость короля Шотландии Александра III, который, вероятно, не давал на него разрешения и ненадолго захватил земли Марджори.
В 1278 году Роберт присутствовал на заседании английского парламента в Вестминстере, где от имени короля Шотландии Александра III принёс ленную присягу королю Англии Эдуарду I, в связи с чем была предпринята попытка добиться подчинения Шотландского королевства. В 1281 году он в составе шотландской миссии он ездил ко двору Ги де Дампьера, графа Фландрии, где было заключено соглашение о браке принца Александра Шотландского (1264—1284), старшего сына и наследника шотландского короля, с Маргарет Фландрской. 

## «Великая тяжба» и борьба за Шотландский трон
Последние годы правления короля Шотландии Александра III были омрачены проблемой престолонаследния: его двое сыновей умерли бездетными при жизни отца. А в 1283 году умерла и дочь, Маргарет, которая была замужем за королём Норвегии Эйриком II, после чего единственной наследницей престола стала Маргарет Норвежская Дева, новорождённая дочь покойной принцессы. В феврале 1284 года в Скуне собрались шотландские магнаты, в числе которых был и Роберт Каррик, которые поклялись принять и всячески оберегать королевскую внучку в качестве наследницы престола, если у Александра III больше не родится сын. Хотя король в октябре 1285 года вновь женился, уже 19 марта 1286 года он погиб при загадочных обстоятельствах.
Смерть короля привела к кризису престолонаследия. Хотя королева Иоланда, вторая жена Александра III ждала ребёнка, его пол был неизвестен, а будущее туманно; другая наследница, трёхлетняя Маргарет, жила при норвежском дворе. Возникшая ситуация привела к тому, что представители двух знатных домов, Брюсов и Баллиолов, которые по женской линии выводили происхождение от представителей Данкельдской династии и были тесно связаны с английской короной и англо-нормандской знатью, заявили о своих правах на власть в Шотландии. Шотландский парламент попытался сохранить мир, добившись от магнатов обещания подождать, пока королева не родит ребёнка. На пост регента Шотландии претендовал Роберт V, лорд Аннандейл, отец графа Каррика, но парламент создал регентский совет из 6 магнатов, в состав которого ни Брюсы, ни Баллиолы не вошли. Они должны были управлять королевством и обеспечить наследование короны, но цели этой так и не добились: в 1289 году один из регентов умер, ещё один был убит, после чего совет распался.
В ответ Брюсы решили продемонстрировать мощь своего клана; на заседании парламента Роберт V Брюс, лорд Аннандейл отказался признать Маргарет наследницей престола и заявил о своих правах на трон. В сентябре 1286 года граф Аннандейл с сыном и верные им представители знати собрались в принадлежавшем Роберту Каррику замке Тернбери и заключили соглашение, по которому подтвердили присягу королю Англии, вассалами которого большинство из них являлось по своим владениям в Англии или Англо-Шотландском пограничье, а также объявили о верности тому, кто займёт шотландский трон (на который собирались взойти сами Брюсы).
После того как королева Иоланда произвела на свет мертворождённого ребёнка, лорд Аннандейл развязал войну против Баллиолов, продолжавшуюся до 1387 года, в которой принимал участие и граф Каррик. После этого в конфликт решил вмешаться Эдуард I, выступивший в поддержку прав Маргарет Шотландской Девой, о браке которой со своим наследником, Эдуардом Карнавонским, он в своё время договорился с с Александром III. В итоге Роберт Каррик отступил от противодействия наследнице и в 1290 году оказался среди шотландских магнатов, которые в 1290 году подтвердили Биргамский договор, по которому королевой которого должна была стать Марагарет Норвежская Дева. Хотя она должна была выйти замуж за наследника английского короля, но его условиями признавалась независимость Шотландского королевства от Англии. Однако по пути из Норвегии девочка умерла, после чего вновь разгорелась борьба за трон.
Претензии на Шотландскую корону выдвинули 14 кандидатов, в том числе и отец Роберта Каррика, лорд Аннандейл. Эдуард I, имевший свои виды на Шотландию, предложил шотландским магнатам выступить в качестве арбитра. Он обратился к семи кандидатам, включая лорда Аннандейла и Джона Баллиола, которые считались самыми серьёзными претендентами. Все кандидаты не только признали сюзеренитет английского короля, но и согласились передать на время междуцарствия владения шотландской короны под управления Эдуарда I. 13 июня 1291 года Роберт Каррик в числе других представителей шотландской знати присягнул английскому королю в качестве повелителя Шотландии. 14 июня он был свидетелем сделки, которую его отец заключил с одним из претендентов на корону, графом Голландии Флорисом V. Кроме того, граф Каррик принял участие в сделке с королём Норвегии Эйриком II, по которой тот обязался жениться на дочери Роберта; Эйрик с невестой отплыл в Норвегию 28 сентября 1292 года.
В августе 1291 года под председательством английского короля началось беспрецедентное в европейской истории судебное заседание, получившее название «Великая тяжба». По её итогам Эдуард I 17 ноября 1292 года принял решение о передаче шотландской короны Джону Баллиолу, короновавшемя после рождества в Скуне под именем Иоанна I. Когда лорд Аннандейл понял, что вердикт будет вынесен не в его пользу, он передал свои права на престол сыну, графу Каррику. Тот, в свою очередь, не желал приносить оммаж за свои шотландские владения Баллиолу, поэтому передал графство Каррик наследнику, который в будущем станет королём Шотландии под именем Роберта I. Себе он оставил английские владения и претензии на трон. Все эти передачи датированы 7—9 ноября 1292 года.

## Последние годы
В 1295 году умер отец Роберта, который унаследовал Аннандейл, но, судя по всему, отказался приносить Иоанну I оммаж за него. Зимой 1295/1296 года лорд Аннандейл проигнорировал призыв шотландского короля прибыть в армию, после чего Аннандейл был передан Джону Комину. Впрочем, уже с 1297 года владение вновь оказалось под управлением Роберта.
В Англии Эдуард I 6 октября 1295 года назначил Роберта констеблем и хранителем замка Карлайл. Когда весной 1296 года английский король захватил Шотландию, Роберт Брюс вместе с сыном находились в составе королевской армии. Он участвовал в победной для англичан битве при Данбаре. «Хроника» Иоанна Фордунского утверждает, что когда Роберт после победы потребовал от Эдуарда I выполнить обещание и передать ему королевство, король ответил ему: «Разве нам нечего больше делать, как завоёвывать для вас королевства?» После этого Брюс, по словам хрониста, оставил армию и вернулся в Англию; больше он в Шотландию не возвращался и не принимал участия в дальнейших сражениях Первой войны за независимость Шотландии. При этом та же «Хроника» Иоанна Фордунского сообщает, что «Роберт де Брюс, ставший королём» в 1298 году участвовал в составе армии Эдуарда I в битве при Фолкерке, смог развернуть шотландский фланг, обеспечив, таким образом, победу англичанам. По мнению историка Арчибальда Дункана, это не мог быть будущий король Роберт I, который тогда носил титул графа Каррика. По его мнению, в битве мог участвовать его отец, Роберт VI Брюс.
Судя по всему, последние годы жизни Роберт спокойно жил в Ритле. Он не участвовал и во французском походе Эдуарда I. В феврале 1304 года шотландские магнаты покорились Эдуарду I, после чего Роберт отправился в Аннандейл, но умер по пути вскоре после Пасхи, между 29 марта и 4 апреля 1304 года. Его похоронили в аббатстве Холмкалтрэм в Камберленде.
Наследником владений Роберта и его прав на шотландский престол стал его старший сын Роберт VII, который в 1306 году был коронован шотландской короной под именем Роберта I.

## Семья и дети
1-я жена: с 1271 года (замок Тернберри) Марджори (11 апреля 1254 — ноябрь 1292), 3-я графиня Каррик, дочь и наследница Нейл (Ниал), второго графа (мормэра) Каррика, вдова Адама из Килконкуара. Дети:
- Изабелла Брюс (1272—1358); муж: до 25 сентября 1293 года Эйрик II Магнуссон (1268 — 13 июля 1299), король Норвегии с 1280 года, претендент на шотландский трон в 1291 году[5].
- Мэри Брюс[англ.] (около 1273 — до 22 сентября 1323); 1-й муж: с около 1305 года сэр Нейл Кэмпбелл из Лохлоу (умер 1315/1316); 2-й муж: сэр Александр Фрейзер[англ.] (убит в 1332)[5][6].
- Кристина Брюс[англ.] (умерла в 1356/1357); 1-й муж: до 1305 сэр Кристофер Сетон[англ.] (казнён в октябре 1306); 2-й муж: сэр Эндрю Мюррей из Ботвелла (1298—1338), хранитель (регент) Шотландии в 1332—1333 и 1335—1338 годах[5][6][11].
- Роберт I Брюс (11 июля 1274 — 7 июня 1329), граф Каррик в 1292—1306 годах, лорд Аннандейл в 1295—1312 годах, король Шотландии с 1306 года[5][6][10].
- Нейл (Найджел) де Брюс[англ.] (казнён в сентябре 1306)[5][6].
- Эдуард Брюс (около 1280 — 14 октября 1318), граф Каррик с 1313 года, верховный король Ирландии с 1315 года[5][6][12].
- Томас де Брюс[англ.] (казнён 9 февраля 1307)[5].
- Александр де Брюс[англ.] (казнён 9 февраля 1307), декан в Глазго[5].
- Матильда (Мод) Брюс (род. ок. 1287); муж: Хью (убит 19 июля 1333), мормэр (граф) Росс с 1323 года[5].
- Маргарет Брюс (род. ок. 1283); муж: сэр Уильям Карлайл[англ.] (умер до марта 1329)[5].
- Элизабет Брюс (род. ок. 1286), муж: сэр Уильям Дишингтон[англ.] (умер около 1360).

2-я жена: с 19 сентября 1295 год (развод между октябрём 1296 года и маем 1299 года) Матильда Фицалан (умерла до 1330), дочь Джона Фицалана, феодального барона Клана, Освестри и Арундела, и Изабеллы де Мортимер, вдова Филиппа Барнелла. Брак был бездетным.
3-я жена: Элеанора (умерла в 1331). Её происхождение неизвестно, после смерти Роберта вышла замуж за Ричарда Уэллеса, барона Уэллеса.

## Киновоплощения
- Храброе сердце (1995) — реж. Мел Гибсон. В роли Роберта Ян Баннен.
- Король вне закона (2018) — реж. Дэвид Маккензи. В роли Роберта Джеймс Космо.